# Ickham and Well
Ickham and Well est une paroisse civile du Kent, en Angleterre.